# Visa Inc.
Visa Inc. (/ˈviːzə/ or /ˈviːsə/) (tên khác là Visa, cách điệu thành VISA) là một công ty dịch vụ tài chính đa quốc gia Hoa Kỳ có trụ sở tại Foster City, California, Hoa Kỳ. Công ty thực hiện các lệnh chuyển tiền điện tử trên toàn thế giới, hầu hết thông qua các thẻ tín dụng và thẻ ghi nợ với thương hiệu Visa. Visa không phát hành thẻ, mở rộng tín dụng hoặc ấn định mức phí và lệ phí cho người tiêu dùng; Thay vào đó, Visa cung cấp cho các tổ chức tài chính các sản phẩm thanh toán có nhãn hiệu Visa để các tổ chức tài chính này sử dụng để cung cấp tín dụng, ghi nợ, trả trước và truy cập tiền mặt cho khách hàng. Vào năm 2015, Báo cáo Nilson, một ấn phẩm theo dõi ngành công nghiệp thẻ tín dụng, nhận thấy rằng mạng lưới toàn cầu của Visa (được gọi là VisaNet) xử lý 100 tỷ USD giao dịch với tổng tiền đạt 6,8 nghìn tỷ USD.
Visa hoạt động trên tất cả các lục địa trên toàn thế giới ngoại trừ Châu Nam Cực. Gần như tất cả các giao dịch Visa trên toàn thế giới được xử lý thông qua VisaNet tại một trong hai cơ sở an toàn: Trung tâm Hoạt động phía Đông, nằm ở một nơi nào đó gần Ashburn, Virginia; và trung tâm điều hành Trung tâm, nằm ở đâu đó gần Highlands Ranch, Colorado. Cả hai trung tâm dữ liệu đều được bảo vệ chặt chẽ chống lại thiên tai, tội phạm và khủng bố; có thể hoạt động độc lập với nhau và từ các tiện ích bên ngoài nếu cần; và có thể xử lý đến 30.000 giao dịch đồng thời và lên đến 100 tỷ phép tính mỗi giây. Mỗi giao dịch được kiểm tra qua 500 biến số bao gồm 100 thông số phát hiện gian lận-chẳng hạn như vị trí và thói quen chi tiêu của khách hàng và vị trí của người bán hàng - trước khi được chấp nhận.
Visa là tổ chức thanh toán thẻ lớn thứ hai trên thế giới (thẻ ghi nợ và thẻ tín dụng kết hợp), sau khi bị China UnionPay vượt qua năm 2015, dựa trên giá trị thanh toán thẻ hàng năm đã giao dịch và số thẻ phát hành. Do quy mô của UnionPay dựa chủ yếu vào quy mô thị trường nội địa, Visa chiếm vị trí thống trị trong phần còn lại của thế giới bên ngoài Trung Quốc, với thị phần 50% trong số các khoản thanh toán thẻ toàn cầu trừ Trung Quốc.